# 美しい星50
美しい星50（クールアース50）は、ポスト京都議定書の枠組みづくりに向けた提案である。この提案は、2007年（平成19年）5月24日に、国際交流会議「アジアの未来」晩餐会にて安倍晋三総理 (当時) の「美しい星へのいざない (Invitation to『Cool Earth 50』) ～3つの提案、3つの原則～」という演説の中で行われた。

## 提案の背景
京都議定書下でのCO2削減に絡む、以下の3つを課題として捉えている。
- 「温室効果ガスの排出削減に取り組むと、経済成長が阻害されるのではないか」という懸念
- 「自国が取組んでも他国が取組まなければ、地球規模での問題解決にならないのではないか」という懸念
- 「途上国に対策を求めるのは不公平ではないか」という議論

## 提案

### 世界全体の排出量削減のための長期戦略
全世界に共通する目標として、「世界全体の排出量を現状に比して2050年までに半減する」という長期目標を提案した。これは、気候変動枠組条約が掲げている目標が「大気中の温室効果ガスの濃度を安定化させる」であることから、世界全体の排出量を自然界の吸収量と同等のレベルにする必要があると考えたからである。2008年現在、世界の排出量は自然界の吸収量の2倍を超えているため、本提案での長期目標がこのように設定された。

#### 革新的技術の開発
目標達成のための手段の2つが、この革新的技術の開発である。経済成長と温室効果ガスの排出削減を同時に進めるための技術を、国際協力によって開発しようというものである。以下にその具体案を載せる。
- 石炭発電・火力発電に伴うCO2削減

石炭火力発電は世界の3割を占めている。まずは、この発電方法におけるCO2を削減する技術を開発することである。
- 新しい発電技術の開発

代替となる発電方法である、原子力発電の信頼性と安全性を高めることや高温ガス炉、小型炉など先進的な原子力発電技術を開発することである。
- 次世代自動車の普及

太陽光発電や燃料電池の低コスト化や高効率化を進める。
- 製鉄

鉄鉱石から鉄を生産するときに用いられるコークスを減らすために、水素を用いる技術

#### 低炭素社会づくり
生活の豊かさを実感しながら、CO2を削減できる社会づくりのことである。具体案を以下に掲げる。
- 森林などの自然と共生した生活、公共交通等の効率的な移動システム、コンパクトなまちづくり
- リサイクルの社会

日本に昔からあるもったいないの心や緑も豊かな江戸時代のまちづくりに代表される良き伝統、GDP当たりのCO2排出量が主要国の中で最も少ないこと、公共交通機関を使う割合が47%と先進国の中でも高いことなどを「日本モデル」とし、世界に向けて発信しようとしている。

### 2013年以降の国際枠組み構築に向けた「3原則」の提唱
地球上のすべての人々の参加を目指した、2013年以降の温暖化対策の具体的枠組みを設計するために、以下の3原則を提案した。
- 主要排出国が全て参加し、京都議定書を超え、世界全体での排出削減につながること

アメリカ合衆国（CO2排出世界1位）、中国（CO2排出世界2位）、インド（CO2排出世界5位）を含む主要排出国を参加させること。
- 各国の事情に配慮した柔軟かつ多様性のある枠組みとすること
- 省エネなどの技術を活かし、環境保全と経済発展とを両立すること

この中で日本は、温室効果ガスの排出の抑制を目指す途上国を支援することを表明している。そのための資金メカニズムを、先進国や国際機関などが強調して構築することを訴えている。

### 京都議定書の目標達成に向けた国民運動の展開
日本の施策である、京都議定書の目標達成に向けた国民運動を以下のように展開することを述べた。
- 京都議定書目標達成計画を見直し、排出量の伸びが著しいオフィスや家庭を中心に、新たな対策を追加する。
- 自治体や主要な業務部門に対して計画の公表を要請し、行動の加速化を促す。
- 「1人1日1kg」の温室効果ガスの削減をモットーとして、ライフスタイルの見直しや、家庭と職場での努力や工夫を呼びかける。具体的には、クールビズ、ウォームビズの定着、ゴミの減量、白熱電球の蛍光ランプへの交換、省エネルギーのアドバイス事業など。
- 新しい提案の公募。